# Michaela Fukačová
Michaela Fukačová (født 1959) er en tjekkisk født cellist, fra 1985 boende i Danmark.
Hun er uddannet på Musik Akademiet i Prag hos Sasa Vectomov og har desuden studeret hos André Navarra, Paul Tortelier og Mstislav Rostropovitj. I 1985 flyttede Michaela til Danmark, hvor hun studerede i solistklassen hos professor Erling Bløndal Bengtsson på Det Kongelige Danske Musikkonservatorium. I 1986 afsluttede hun sin uddannelse med en sensationel debut,[kilde mangler] der med ét gjorde hende til en af Danmarks mest efterspurgte solister.[kilde mangler] Hun er prisvinder i en række internationale konkurrencer, bl.a. ved den prestigefyldte Tjajkovskij Konkurrence i Moskva. Et vendepunkt blev mødet med den legendariske cellist Mstislav Rostropovitj, som i begejstring for Michaela's talent påtog sig rollen som hendes musikalske mentor.[kilde mangler] Det internationale gennembrud kom i 1990, hvor Michaela Fukačová debuterede i Paris og i London. Koncerter i New York, Berlin, Tokyo fulgte slag i slag. Siden har hun spillet i alle vesteuropæiske lande, i USA, Canada, Japan og Sydkorea.[kilde mangler] Hun har spillet med utallige orkestre, verden over, således Orchestre Philharmonique de Radio France, BBC Orchestra, Berliner Sinfonie-orchester, NHK Orkestra Tokyo og med dirigenter som Jorma Panula, Hans Graf, Sixten Ehrling, Eliahu Inbal, David Shallon, Ferdinand Leitner, Libor Pesek, Aldo Ceccato.
Hendes diskografi indeholder både cellolitteraturens hovedværker som Dvorák, Elgar, Tjajkovskij, samt danske cello koncerter af Herman D. Koppel og Poul Ruders. For sin indspilning af Myslivecek's cellokoncert modtog hun i 1994 den klassiske Grammy som årets bedste solist. I 2006 fik hun yderligere "Gramophone award" for indspilning af Peter Lieberson's cello koncert "Six realms".
Michaela Fukačová har bevaret sin nære kontakt med det tjekkiske musikliv, koncerterer ofte med sit hjemlands orkestre, især den Tjekkiske Filharmoni, der valgte hende som solist til sin 100- års jubilæumsturné til Japan. Nævnes må også det nære kammermusikalske samarbejde med den sublime violinist Josef Suk.
Michaela har siden 2001 været ansat som solocellist i Odense Symfoniorkester, samtidig med, at hun opretholder sin karriere som internationalt efterspurgt[kilde mangler] solist og kammermusiker.
Michaela spiller på en Carlo Tononi cello fra 1729.

## Internationale priser og udmærkelser
- International cello konkurrence "Prague Spring", 1984
- Tjajkovskij cello konkurrence i Moskva, 1986
- International cello konkurrence i Scheveningen, 1987
- Walter Naumburgh cello konkurrence, New York, "Leonard Rose Prise" ,1989
- Nordic Biennale i Danmark, 1987
- Noilly Prat Musiklegat, København, 1987
- Danske musikanmelderes pris 1988
- Grammy nominering for årets bedste klassiske album, Danmark, 1990
- Medlem af det Tjekkiske "Council of Foreign Relations", 1992
- "Grammy Classic" pris for bedste solist præstation, Tjekkiet, 1994
- Æresmedlem af Akademi i Sorø, Denmark, 1995
- "The Gramophone award" for CD med musik af Peter Lieberson, 2006
- Grammy 07 nominering i kategori "Best Classical Album of the Year" 2007